# Kölsch (sprog)
 For alternative betydninger, se Kölsch. (Se også artikler, som begynder med Kölsch)
Kölsch er et lille set af tæt forbundne dialekter eller varianter af rhintysk. Kölsch tales i og rundt om Köln i det vestlige Tyskland.
Kölsch er endvidere navnet på den lokale øltype, der brygges på bryggerierne i Köln og omegn.